# Ealdwulf
Ealdwulf (també escrit Aldwulf) va ser rei de l'Ànglia de l'Est des del 665 fins al 713, un regnat extraordinàriament llarg només comparable al dels reis de Mèrcia Æthelbald i Offa. Durant el seu regnat, l'Ànglia de l'Est va experimentar un llarg període d'estabilitat i creixement, sobretot a l'entorn del port comercial de Gipeswic (l'actual Ipswich).

## Context
Ealdwulf era fill d'Æthilric i net d'Eni, un príncep de la dinastia dels Wuffingas. Segons alguns autors el seu pare podria ser la mateixa persona que el rei Ecgric el qual va morir en una batalla de l'any 636. La seva mare era Hereswith, filla d'Hereric i Breguswith (un nebot d'Edwin de Northúmbria).
Poc després de ser nomenat rei, l'any 616, Edwin va matar Ceretic d'Elmet, per venjar l'assassinat del pare d'Hereswith quan estava en l'exili. Hereswith potser va ser batejada de petita pel bisbe Paulí de York el 626, juntament amb la seva germana Hilda, Edwin i altres membres de la família reial de Northúmbria. El matrimoni diplomàtic entre Æthilric i Hereswith va passar en una data entre el 626 i el 633, abans que Edwin morís a mans de Cadwallon ap Cadfan, i devia portar l'esperança que Æthilric seria un marit cristià i probablement un rei dels angles de l'est.
Durant la infantesa d'Ealdwulf, Fèlix de Borgonya i Fursey van estar predicant l'evangeli a l'Ànglia de l'Est . Es diu que de jove, Ealdwulf va veure els altars pagans juntament a l'altar cristià que Raedwald havia fet servir en un mateix temple. Probablement Beda es va basar en el testimoni d'Ealdwulf per a la seva descripció del temple. Æthilric va morir vers el 647 i la seva vídua va marxar per ingressar en el convent de Chelles, en el país dels francs, ja que a l'Ànglia de l'Est no hi havia cap casa per a religioses. No se sap si Ealdwulf va acompanyar la seva mare en aquest viatge o si es va quedar al país presenciant els esdeveniments dels regnats dels seus tres oncles:Anna Æthelhere i Æthelwold. És probable que si es va quedar al seu país actués com a ealdorman o guerrer des de l'any 647, quan Hereswith va marxar i ell devia tenir uns vint anys.

## Regnat
Al començament del seu regnat va haver una epidèmia en tots els regnes anglosaxons. Bonifaci de Dommoc era l'únic bisbe anglosaxó consagrat com a tal a Canterbury i va morir vers el 669. La filla de la reina Anna, que era abadessa de Faremoutiers, probablement també va morir a causa de l'epidèmia.
L'any 669, el papa Vitalià va enviar Teodor de Tars i Adrià a Canterbury, on Ecgbert, fill de la seva tia Sexburga d'Ely, era el rei. Teodor hi va establir una gran escola i va començar a reformar l'Església anglosaxona. Va nomenar Bisi com a bisbe de Dommoc i per la seu de York va nomenar a Wilfrid, en substitució de Chad, al qual va enviar a fer d'abat a Lastingham i després a fer de bisbe de Lichfield, a Mèrcia. Oswiu de Northúmbria va morir el 670 i la seva vídua, Eanfled, es va retirar al convent on estava la tia materna d'Ealdwulf. El successor d'Oswiu va ser Ecgfrith, casat amb Eteldreda, una dona que va jurar mantenir-se verge.

### Patronatge monàstic i divisió de les diòcesis
El 672, Eteldreda va prendre els vots monàstics amb l'ajut del bisbe Wilfrid, al qual va donar a canvi unes terres a Hexham i, passat un any, va escapar a l'illa d'Ely, que era part de l'Ànglia de l'Est. Allà va fundar un doble monestir, que seria l'origen de la gran catedral. Mentrestant, a Kent, el seu nebot Ecgberht va establir el monestir de Minster-in-Thanet, governat per la seva cosina Eormenburga, esposa de Merewalh de Magonsæte. El 673, Ecgbert va ser succeït pel seu germà Hlothhere i la seva mare Seaxburga, germana d'Eteldreda, que va fundar el monestir de Minster-in-Sheppey, a l'illa de Sheppey.

Les diòcesis anglosaxones abans del 925.

El govern d'Ely i de Sheppey per dues reines procedents de l'Ànglia de l'Est va crear un eix de patronatge i d'influència. Teodor va fer saber a Ecgfrith que no podia tornar-se a casar mentre Eteldreda estigués viva, però com que ella estava en un convent no podria tenir un hereu legítim. Poc després, mentre el bisbe Bisi estava delicat de salut, va dividir el bisbat de Dommoc, i va crear una altra seu a Helmham. El bisbe Æcci va ser nomenat per la seu de Dommoc i Baduwine per la de Helmham. L'abat Botolph va morir el 674 a Iken i va ser succeït per Æthelheah, que va intercanviar els drets sobre les terres amb el monestir de Much Wenlock, a Shropshire. Tot això probablement va passar gràcies al patronatge d'Eteldreda i Seaxburga.
Es creu, però sense haver-ho demostrat, que les finques reials al voltant de Rendlesham (anomenades Wicklaw) van ser una donació per la fundació d'Ely, ja que formaven la propietat més gran a càrrec del bisbe Æthelwold de Winchester, transferides d'Ely vers l'any 970, terres que més endavant serien conegudes pel nom de Ciutat lliure de santa Etheldreda. Semblants dubtes hi ha envers els privilegis papals que més endavant es dirien que els havien obtingut de Roma per Wilfrid vers l'any 680 per a les abadies d'Ely i Peterborough. Si realment va ser així, demostrarien una decisiva política d'Ealdwulf per reforçar l'autoritat dinàstica mitjançant les estructures eclesiàstiques. Wilfrid va estar en estret contacte amb Ely i Peterborough des del seu monestir a Oundle. Eteldreda i Hild van morir vers l'any 680: Seaxburga es va mudar a Ely, i va deixar el monestir de Sheppey a càrrec d'Eormenhilda.

### Influència de Lindsey
Es desconeix el nom de l'esposa d'Ealdwulf o a quina dinastia pertanyia. Van tenir almenys dos fills, el seu hereu, Ælfwald i Ecgburga, que seria abadessa. Mentrestant els seus veïns, Mèrcia i Northúmbria s'aproximaven a una nova confrontació. Quan Wulfhere de Mèrcia va morir el 675, la seva vídua Eormenhilda va anar amb la seva mare al convent de Sheppey, i el seu germà Aethelred, casat amb Osthryth filla d'Oswald de Northúmbria, va succeir en el tron. Des del regnat de Raedwald, el govern del regne de Lindsey havia estat disputat entre Mèrcia i Northúmbria, però després de la batalla del 679 va quedar sota control de Mèrcia. L'Ànglia de l'East va acceptar la superioritat hegemònica de Mèrcia.

### Monedes i comerç
L'encunyació de monedes durant el regnat d'Ealdwulf va ser una conseqüència del mateix desenvolupament a Kent: al començament es van encunyar xílings d'or, anomenats thrymsas (dècada del 660 i 670), i després, a causa d'una baixada en la qualitat de l'or de les monedes dels francs, es van encunyar monedes de plata, anomenades sceattas o penics. La distribució dels llocs on s'han trobat aquestes monedes revelen el seu ús i l'abast territorial del comerç, els centres mercantils estaven: al nord-oest, a prop de Hunstanton, Bawsey a l'àrea de Thetford, en la vora dels Fens al voltant d'Isleworth i Exning, a l'est al voltant de Burgh Castle, i en l'àrea propera a Rendlesham, Ipswich i en la vall del Gipping.
La consideració d'aquests penics i xílings no era encara el d'una veritable moneda, ni tan sols dins el reialme.
Les peces atribuïdes a la producció de l'Ànglia de l'Est es troben juntament amb d'altres, principalment de Kent, Wessex i Frísia, prova de l'intercanvi comercial amb aquests països. Durant aquest període Gipeswic va experimentar un gran desenvolupament amb una expansió urbana des del port cap al lloc on es feia el mercat del bestiar, cap al nord, i amb l'establiment d'artesans frisis a la ciutat. Els probables ports de connexió en el continent devien ser: Domburg i Dorestad.

### Conflicte amb Wessex
El 685 dos esdeveniments van enfortir el poder de Mèrcia: a Kent va esclatar una guerra civil en la qual Hlothhere va morir, i també va morir Egfrid de Northúmbria en una expedició contra els pictes. El papa Sergi I l'any 692 va enviar una carta adreçada a Ealdwulf i a dos reis més —els altres van ser Æthelred de Mèrcia i Aldfrith de Northúmbria—, en la qual li demanava que acceptessin Berhtwald de Reculver com a successor de Teodor en l'arquebisbat de Canterbury. Poc després Caedwalla de Wessex va envair dues vegades el regne de Kent i durant la primera invasió el seu germà Mul va ser capturat i cremat juntament amb la seva guàrdia personal. Caedwalla va abdicar i es va fer monjo. Mentre el fill d'Ecgbert, Wihtred, prenia possessió de Kent, Ine iniciava el seu regnat a Wessex. És possible que Ealdwulf ajudés a Kent a protegir-se de Wessex. L'any 693 o 694 Ine va obligar Kent a pagar una compensació per la mort de Mul, i segons Guillem de Malmesbury, Ine se'n va desempallegar dels nobles de l'Ànglia de l'Est als quals va fer fugir d'una batalla. Això potser va passar a Kent, ja que Ealdwulf no va ser destronat.

### Relacions amb Mèrcia
El 696, Seaxburga va traslladar les restes incorruptes d'Eteldreda a l'església del seu monestir a Ely. Seaxburga va morir el 699 i la va succeir com a abadessa Eormenhilda. El poder de Mèrcia a Lindsey va quedar refermat amb la creació del reial monestir de Bardney, al costat de Lincoln: la reina Osthryth va fer portar allà les restes mortals del seu pare Osvald de Northúmbria. Aquesta reina va morir assassinada pels mercis l'any 697. Æthelred de Mèrcia va abdicar per retirar-se a Bardney el 704 i va ser succeït pel seu nebot Coenred, fill de Wulfhere i Eormenhilda. La seva filla, Werburga, va unir les línies dinàstiques de Mèrcia amb el seu matrimoni amb Ceolred, fill d'Æthelred. La submissió d'Essex a Mèrcia és patent en les cartes de donacions de Coenred, que a més era una relació d'amistat, com es pot veure quan Coenred i Offa d'Essex van abdicar junts per anar a Roma.
Els darrers anys del reganat d'Ealdwulf es van veure afectats per la insatisfacció del rei Ceolred, que va esgotar els béns dels monestirs per portar ell una vida de luxe. En aquesta època un noble merci, Guthlac, se'n va anar a l'illa de Crowland per portar vida d'ermità. En aquest racó enmig dels aiguamolls va anar Æthelbald, un opositor al rei de Mèrcia, a refugiar-se, el qual també va demanar suport a la noblesa de l'Ànglia de l'Est. No sembla que això impliqués directament a Ealdwulf, que va morir de mort natural el 713, i va deixar com a successor el seu fill Ælfwald.